# الجبارنة (أسلم)

تعديل مصدري - تعديل

الجبارنة هي إحدى قرى عزلة أسلم اليمن بمديرية أسلم التابعة لمحافظة حجة، بلغ تعداد سكانها 22 نسمة حسب تعداد اليمن لعام 2004.